# بني برام (كحلان عفار)

تعديل مصدري - تعديل

بني برام هي إحدى قرى عزلة بنى عشب بمديرية كحلان عفار التابعة لمحافظة حجة، بلغ تعداد سكانها 666 نسمة حسب تعداد اليمن لعام 2004.